# Turó de les Campanes
El Turó de les Campanes és una muntanya de 1.581 metres que es troba al municipi d'Alins, a la comarca catalana del Pallars Sobirà.